# ريتشارد وارد (رجل أعمال)
ريتشارد وارد (بالإنجليزية: Richard Ward)‏ هو شخصية أعمال بريطاني، ولد في 1957.